# Tipo 62
El Tipo 62 (designación industrial WZ131) es un tanque ligero chino, desarrollado a principios de la década de 1960, y basado en el tanque Tipo 59. Aunque el Tipo 62 es exteriormente muy similar al Tipo 59, el primero es más pequeño, pesa la mitad, posee un cañón de menor calibre, un blindaje más ligero, y equipamiento y electrónica simplificada.
A pesar de ser un medio obsoleto para la guerra moderna, se mantiene en servicio en otras naciones, en el EPLCh ya ha sido reemplazado por el ZBD-97. Muchos de estos tanques han recibido modernizaciones para extender su vida útil.

## Desarrollo
Hacia 1958, cuando las primeras unidades del Tipo 59 comenzaron a ser producidas, el Alto Mando del Ejército Popular de Liberación manifestó que el peso del flamante tanque dificultaría su utilización en las zonas del sur de China. Estas áreas están compuestas en su mayoría por complicadas cadenas montañosas, arrozales, y sobre todo gran cantidad de ríos y lagos. En estas zonas rurales los caminos escasean, y casi no existen puentes para que los vehículos crucen los innumerables ríos. Además, los pocos puentes y pasos montañosos que se hallaban tampoco podían soportar las 40 toneladas de un Tipo 59, pues habían sido construidos para el paso de personas, carretas, coches, y en el mejor de los casos hasta caravanas de camiones.
Es por esto que el Ejército Popular de Liberación terminó presentando los requisitos para el diseño de un tanque ligero que pudiese ser desplegado con éxito en zonas aisladas y con pobre infraestructura vial, como sucedía en el sur de China. Sin perder más tiempo, el desarrollo del Tipo 62 se inició durante 1958 en la entonces Fábrica Estatal 674 (actualmente Harbin First Machinery Building Group Ltd, NORINCO), y la construcción del primer prototipo del tanque, llamado Tipo 59-16, comenzó en 1960. La etapa de pruebas y ensayos terminó en 1962, y finalmente entró oficialmente en producción a partir de 1963. Ese mismo año también entraría en servicio en el Ejército Popular de Liberación.
Curiosamente, el Tipo 62 fue diseñado para ser una versión más pequeña y menos compleja del Tipo 59, estando equipado con un cañón de menor calibre, sistemas de visión y puntería mucho más simples y primitivos, y un blindaje protector muy fino, varias veces inferior en grosor. Todas estas modificaciones tenían un único fin: reducir tamaño y peso.
A pesar de que carecía de muchos elementos usados en su hermano mayor, el Tipo 62 mantenía visualmente una forma casi idéntica pero en menor escala del Tipo 59, preservando la misma configuración general. Ya que se pensaba estandarizar lo más posible a las fuerzas blindadas chinas, el entonces nuevo tanque ligero también conservaría partes vitales y sistemas de funcionamiento base que tenía en común con el Tipo 59, facilitando la homogeneización en la construcción, reparación y tareas de mantenimiento.

## Configuración
Como se ha dicho antes, el Tipo 62 es una versión diminuta del Tipo 59, y éste a su vez, es una copia del T-54A, de tal forma que el diseño general del tanque tiene una marcada influencia soviética. La configuración del tanque es muy simple y clásica: compartimento de conducción en el frente, compartimento de combate en el centro, y compartimento del motor en la retaguardia. Exteriormente, tanto el casco como la torreta son muy similares a los del Tipo 59, pero poseen dimensiones inferiores. El casco es 44 cm más corto y 37 cm más angosto, y la altura total es 29 cm menor. Todos estos rebajes (junto con la eliminación de blindaje y potencia de fuego) lograron disminuir el peso casi a la mitad, teniendo nada más que 21 toneladas en orden de combate.
La tripulación está compuesta por 4 hombres, con el conductor sentado en el lado izquierdo de la parte delantera del casco, el comandante y el artillero instalados en línea en la zona izquierda-central de la torreta (el artillero hacia el centro y el comandante sobre el extremo), y el cargador en el lado derecho y trasero de la torreta.
El conductor entra a su compartimento a través de una escotilla pequeña y ovalada que se abre hacia la izquierda, la cual se encuentra muy pegada a la torreta. Cuenta con 3 periscopios que le proporcionan visión frontal. El periscopio del centro puede ser reemplazado por un reflector de luz de baja intensidad, que posee un alcance de 50 metros. El comandante posee dos periscopios que se ubican a la izquierda y al frente de su escotilla, y en el frente de la escotilla del cargador se encuentra el último periscopio, utilizado por el artillero. Existe además una radio para el comandante, cuya antena se ubica en el frente izquierdo de la escotilla de ese tripulante.
Como es sabido, el Tipo 59 se caracteriza por tener un espacio interno muy reducido y austero. Este problema se acrecienta aún más, por ser más pequeño, en el Tipo 62. Por esta razón, la tripulación debe soportar condiciones de bajísima higiene y mínimo confort, y debido al escaso espacio para maniobrar en el interior, se disminuye notablemente el rendimiento de los tanquistas. Es debido a estos inconvenientes que se deben reclutar tripulaciones de muy baja estatura (entre 1,60 y 1,65 metros) si es que se pretende que las mismas operen de manera efectiva. Faltaría agregar que la ausencia absoluta de sistemas de calefacción y aire acondicionado confina a los tanquistas a sufrir las exigencias y rudezas del clima en una situación de total intemperie.
Entre otros elementos, el tanque puede ser equipado con los sistemas barreminas ligeros Tipo 762 y Tipo 762A, los cuales se instalan en el frente del casco. Al igual que en el Tipo 59, el Tipo 62 está provisto de un ventilador circular que se ubica por delante de la escotilla del cargador. Otra característica que mantiene intacta son los depósitos que están sobre los guardabarros (4 en el derecho y 3 en el izquierdo), en los que se aloja munición para ametralladoras y combustible extra.

## Armamento
El armamento principal consiste en un cañón de ánima rayada Tipo 62-85TC de 85 mm, el mismo que monta el tanque ligero anfibio Tipo 63. Posee un extractor de humo en el extremo, casi sobre la boca, y puede disparar munición AP, HE, APHE, HE-Frag, HEAT, APFSDF-T y proyectiles de humo. El Tipo 62-85TC tiene un alcance máximo de 12.200 metros, un alcance efectivo de 1.870 metros, y su cadencia  oscila entre los 3 y 5 disparos por minuto. Los proyectiles HEAT de 85 mm son capaces de penetrar 495 mm de blindaje homogéneo laminado dispuesto verticalmente a 1000 metros de distancia, mientras que la munición APFSDF-T logra perforar hasta 360 mm a la misma distancia. En total, el tanque puede llevar en su interior 47 proyectiles de 85 mm.
Quizás, el mayor defecto del tanque es la pésima precisión que caracteriza a su cañón, debido a los anticuados sistemas ópticos y de puntería que utiliza el artillero. Además, la pobre tasa de aciertos puede ser adjudicada debido a la carencia de otros elementos de suma importancia, ya que no cuenta con un estabilizador para el arma principal, ni tampoco con un sistema de control de tiro y menos aún con equipo de visión nocturna. Algunos de estos inconvenientes fueron corregidos muy posteriormente mediante modernizaciones, adicionándose los correspondientes elementos de precisión.
Como armamento secundario, el Tipo 62 cuenta con una ametralladora pesada antiaérea Tipo 54 de calibre 12,7 mm (copia china de la DShK 1938/46 soviética) montada en un eje rotativo, en la parte superior frontal de la escotilla del cargador, es decir, en la zona derecha de la torreta. La Tipo 54 es accionada por gas, tiene una cadencia de 600 disparos/minuto, un alcance de 1.500 metros contra blancos terrestres y de 1000 metros contra blancos aéreos, y los proyectiles tienen una velocidad de salida desde la boca del cañón de 850 m/s.
El responsable de operar esta arma es el cargador, que mientras no está cumpliendo su tarea de recarga del cañón de 85 mm, debe exponerse peligrosamente si desea hacer fuego con la Tipo 54. Dicho tripulante tiene a su disposición 1.250 proyectiles de 12,7 x 108 mm.
El Tipo 62 está provisto también de otras dos ametralladoras medias Tipo 59T de 7,62 mm, una de ellas montada coaxial al cañón, y al otra en posición de arco. Para estas dos ametralladoras, se cuenta con 2.000 cartuchos. Además, el tanque puede ser equipado con una tercera Tipo 59T adicional, que se instala en la izquierda de la torreta, frente a la escotilla del comandante, para que éste pueda utilizarla como medio antiaéreo.

## Movilidad
En el esfuerzo de reducir peso y dimensiones en el Tipo 62, la planta motriz original que montaba el Tipo 59, es decir, el diésel 12150L refrigerado por líquido de 12 cilindros, fue rebajado en tamaño y potencia, pasando de 523 hp (390 kW) a 430 hp (321 kW). Esta versión modificada del 12150L era considerablemente más ligera, por lo que luego de su aprobación fue redesignada 12150L-3. Este nuevo motor le daba al Tipo 62 una relación de potencia/peso de 20,5 hp/ton (15.3 kW/ton), permitiéndole alcanzar una velocidad máxima de 60 km/h en asfalto y de 35 km/h en campo traviesa, con una autonomía en carretera de 500 km. En lo que a maniobrabilidad respecta, el tanque puede atravesar obstáculos verticales de 0,8 metros, trincheras y zanjas de 2,85 metros, desplazarse por pendientes laterales de 30°, y vadear cursos de agua de 1,4 metros de profundidad sin ninguna preparación y de hasta 5 metros con un snorkel.
Posee una suspensión de barras de torsión, y el tren de rodaje consiste en 5 ruedas robustas y de gran circunferencia de cada lado, con un importante espacio entre la primera y la segunda. La disposición de las ruedas es exactamente igual a la del Tipo 59, pero en el Tipo 62 son más pequeñas y livianas. Al no contar con rodillos de retorno, la oruga va muerta, y como el motor se encuentra en la parte trasera, la rueda dentada superior de esa zona es la que proporciona la tracción, siendo la delantera la encargada de tensar la oruga.

## Protección
El blindaje del Tipo 62 es el punto en que menos se asemeja a su hermano mayor, puesto que el grosor del mismo es claramente inferior. El nivel de protección que posee es mucho más comparable con el de vehículos como el BMP-1 y BMP-2, que ofrecen inmunidad solamente contra armas ligeras. Esta debilidad es contrarrestada (en muy baja medida) por el buen perfil balístico del tanque, que posee una efectiva inclinación en el frente del casco y una clásica torreta redondeada, en forma de huevo, que ayuda a desviar la trayectoria de los proyectiles más livianos.
En todo el tanque, el blindaje está compuesto por acero laminado homogéneo. El grosor máximo es alcanzado en el arco frontal de la torre, que llega a 50 mm, mientras que en el casco varía entre los 15 mm y los 35 mm. Esto significa que el tanque es muy vulnerable y que puede ser penetrado en el glacis y torreta por cualquier arma antitanque, como un RPG-7 básico, o por cañones ligeros de tiro rápido e incluso ametralladoras pesadas (dependiendo del lugar de impacto y el tipo de munición empleada).
Además, como medio de protección alternativo, el Tipo 62 tiene la capacidad de generar una densa cortina de humo negro inyectando combustible vaporizado en el tubo de escape. Por otro lado, la ausencia de un sistema de protección NBQ hace imposible la utilización del tanque en ambientes contaminados.

## Historial de servicio
La producción del Tipo 62 comenzó en 1963 y finalizó en 1989, habiéndose construido unos 1.393 tanques en ese lapso. Aproximadamente 800 tanques fueron destinados al Ejército Popular de Liberación, mientras que el resto pudo ser exportado.
Ni bien entró en servicio, fue inmediatamente desplegado en el sur de China, donde aún se mantiene prestando servicio activo.
Las unidades más conocidas que operan estos tanques ligeros son los Batallones de Reconocimiento del 43.er Grupo de Ejército, en la Región Militar de Cantón.
Tuvo su bautismo de fuego durante la guerra de Vietnam, cuando la República Popular China le suministró tanques Tipo 62 al Ejército de Vietnam del Norte antes de la Invasión de Camboya. Fueron utilizados ampliamente por los norvietnamitas entre 1960 y 1970, siendo operados de manera correcta e inteligente en un teatro de operaciones para el cual habían sido diseñados. Jugaron un rol importante junto con los T-54 en la Ofensiva de Primavera de 1975, y gracias a la experiencia ganada en combate y a la renovación de tácticas, tuvieron un aceptable desempeño frente a rivales superiores como los M41 Walker Bulldog y M48 Patton.
En 1979, el tanque ligero chino volvió a ver acción en el transcurso del Conflicto Sino-Vietnamita. En total, más 200 Tipo 62 chinos invadieron Vietnam, convirtiéndose en el tanque más operado durante la guerra. Las bajas que sufrieron fueron enormes, quedando fuera de combate más de la mitad de los tanques del Ejército Popular de Liberación, demostrando claramente que el fino e inefectivo blindaje podía ser perforado por simples cohetes antitanque.
Aunque se mostró como un medio versátil, de despliegue sencillo en zonas de geografía complicada, quedó acentuada la carencia de blindaje suficiente y potencia de fuego adecuada.
Desde entonces, los Tipo 62 han pasado a cumplir funciones secundarias en el sur de China, tales como reconocimiento, fuego de apoyo y combate contra vehículos blindados ligeros.
De todos modos, los balances negativos de la guerra y las cuantiosas pérdidas sirvieron como lección para la aplicación de las tan necesarias modernizaciones, con el fin de optimizar el rendimiento de los Tipo 62. A poco de finalizar el conflicto, se comenzó a desarrollar un paquete de actualizaciones designado Tipo 62-I, y dos décadas más tarde, se llevaría a cabo la segunda y última modernización, cuya designación sería Tipo 62G.
Actualmente, el Ejército Popular de Liberación mantiene en servicio a aproximadamente 400 Tipo 62, y casi todos ellos han sido modernizados a los estándares Tipo 62-I o Tipo 62G. No es posible determinar exactamente el número de tanques modernizados, y tampoco se tiene conocimiento de las unidades en que operan estas versiones mejoradas. Los únicos datos actualizados que se tienen son de febrero de 2005, cuando la CCTV mostró a dos Tipo 62G que pertenecían a un regimiento de artillería de la Región Militar de Cantón, sirviendo para una compañía de reconocimiento de dicho regimiento.
Hasta la fecha, no existe ningún indicador que sugiera el retiro de los Tipo 62 en un futuro cercano.
Además, el tanque chino ha sido exportado a una decena de naciones, algunas de las cuales lo han construido localmente. Entre los países que operan o han operado el Tipo 62 se encuentran Albania, Bangladés, Camboya, Corea del Norte, Malí, la República del Congo, la República Democrática del Congo (ex Zaire), Sudán, Tanzania y Vietnam (ex Vietnam del Norte). No está claro cuáles son las naciones que todavía los mantienen en servicio, aunque basados en los datos disponibles, pareciera que todos los usuarios originales los conservan en estado activo o de reserva, a excepción de Corea del Norte, que los ha retirado definitivamente en 1995.
Como última anécdota, varios Tipo 62 con blindaje reactivo falso montado en el frente de la torreta fueron utilizados en la película china "Soldados, ¡Adelante!".[cita requerida]

## Modelos
Tipo 59-16: Prototipo del Tipo 62, construido en 1960.
Tipo 62: Modelo de producción original. Construido a partir de 1963, su denominación industrial es WZ131.
Tipo 62-I: Modernización del Tipo 62 original, cuyas mejoras han sido basadas en las lecciones de la guerra sino-vietnamita. Aplicada a parir de 1979, la actualización incluye 33 mejoras, siendo la más importante el telémetro láser de doble lente montado por encima del mantelete del cañón, aumentando considerablemente la precisión del arma principal. Además, se instaló un escudo protector alrededor de la ametralladora pesada antiaérea Tipo 54. La designación industrial de este modelo es WZ131-1.
A su vez, existe otra versión posterior derivada del Tipo 62-I, la cual está provista de faldones para las orugas y dos sets portaherramientas en los laterales de la torreta, agregando un poco de protección contra proyectiles de carga hueca.
Tipo 62G (la G proviene de "Gai", que literalmente significa mejorado): Modernización de los Tipo 62 básicos que no habían sido mejorados al estándar Tipo 62-I. Esta actualización fue llevada a cabo desde el año 2000, con la intención de extender la vida útil de dichos tanques. La torreta original, que era de una sola pieza de acero fundido, fue reemplazada por una nueva, construida a base varias piezas soldadas y con modernas placas de blindaje. El cañón rayado Tipo 62-85TC de 85 mm fue sustituido por uno más poderoso (también de ánima rayada) de 105 mm, con el extractor de humo en el centro del arma. Entre otras cosas, se instaló un sistema de estabilización de plano vertical para el nuevo cañón, un sistema de control de tiro muy básico, equipamiento de visión nocturna, 4 lanzafumígenas en cada lado de la torreta y faldones en zig-zag para las orugas.
Además, en algunos vehículos fueron colocados ladrillos de blindaje reactivo sobre el arco frontal de la torre.
Tipo 70: Versión reconstruida del Tipo 62, que al igual que el Tipo 62-I, posee de un telémetro láser de doble lente situado arriba del mantelete del cañón. A diferencia del Tipo 62-I, no cuenta con el escudo alrededor de la ametralladora Tipo 54. También le fue mejorada la precisión con la adición de nuevos visores y un sistema de estabilización para el cañón.
Tipo 79: Vehículo blindado de recuperación experimental basado en el Tipo 62.
GJT 211: Excavadora blindada basada en el chasis del Tipo 62.
GSL 131: También conocido como Tipo 82, se trata de una variante barreminas del GJT 211.

## Usuarios

### Actuales
- Albania

Originalmente 75 adquiridos, actualmente 50 en servicio.
- Bangladés

Aproximadamente 60 adquiridos, actualmente 14 Tipo 62 en servicio (algunos modernizados al modelo Tipo 62-I). Del resto, 18 fueron convertidos en transportes de personal y 22 en obuses autopropulsados.
- Camboya

20 en servicio.
- Mali

Un batallón de Tipo 62 y PT-76 en servicio.
- República del Congo

Número indeterminado.
- República Democrática del Congo

Más de 40 en servicio.
- China

Originalmente 800 en servicio desde 1985 hasta 2003, y 400 operativos desde 2005 hasta la actualidad.
- Sudán

Número indeterminado.
- Tanzania

66 en servicio.
- Vietnam

200 en servicio.

### Antiguos
- Corea del Norte

50 adquiridos, retirados en 1995.
- Vietnam del Norte

Pasados al estado sucesor.
- Zaire

Pasados al estado sucesor.